# Sand Land (jeu vidéo)
Sand Land est un jeu vidéo de type action-RPG développé par ILCA (en) et publié par Bandai Namco Entertainment. Il est basé sur le manga Sand Land, créé par Akira Toriyama en 2000. Le jeu est sorti sur Microsoft Windows, PlayStation 4, PlayStation 5 et Xbox Series en avril 2024.

## Système de jeu
Basé sur le manga Sand Land, le jeu suit l'histoire de Belzébuth, Rao, Ann et Thief alors qu'ils se lancent dans un voyage à travers le désert pour localiser une source légendaire tout en luttant contre des monstres dangereux et l'armée d'un roi malveillant. Belzébuth est le personnage jouable principal du jeu. Le jeu se joue avec une vue à la troisième personne. Le joueur a la possibilité d'utiliser deux modes d'attaque au corps à corps différents, les attaques légères sont rapides mais faibles, et les attaques lourdes sont lentes mais fortes. Le joueur peut également esquiver les attaques de l'adversaire dans les airs ou sur le côté. Au fur et à mesure que le joueur progresse dans le jeu, il débloque de nouvelles compétences et capacités spéciales, qui améliorent les capacités au combat de Belzébuth. Il peut augmenter la santé du personnage en buvant de l'eau. De plus, le joueur peut débloquer de nouvelles compétences pour les compagnons de Belzébuth, qui aident également le joueur au cours des combats.
Le jeu propose une variété de véhicules pouvant être utilisés en tant qu'utilitaire. Par exemple, l’aérocar permet aux joueurs de flotter au-dessus de l’eau et de se déplacer rapidement dans les zones humides et les terrains accidentés. Ils peuvent également être utilisés lors de scénarios de combat, notamment lors de combats contre des ennemis plus gros. Belzébuth peut transporter jusqu'à cinq capsules de véhicules à la fois. Les véhicules peuvent être largement personnalisés avec de nouvelles pièces de moteur et de nouvelles armes. Ils peuvent également être améliorés pour augmenter leur durabilité au combat. Belzébuth et son équipage établiront leur camp de base dans la ville de Spino. Les joueurs peuvent personnaliser les quartiers d'habitation personnels de leurs personnages avec des meubles et divers objets de décoration. Au fur et à mesure que le joueurs progresse dans le jeu et accomplit des objectifs secondaires, ils rencontrent d'autres personnages non jouables, dont certains peuvent rester à Spino, offrant aux joueurs la possibilité d'acheter des composants ou des services rares. Par ailleurs, il existe d'autres activités secondaires dans le jeu, notamment des courses et des chasses aux primes, ainsi que des compétitions dans des arènes de combat contre d'autres ennemis coriaces.

## Développement
Sand Land est développé par ILCA et publié par Bandai Namco Entertainment. Le jeu est basé sur Sand Land, une série de mangas japonais écrit et illustré par Akira Toriyama en 2000. Selon Bandai Namco, le projet est supervisé par Shūeisha et Toriyama eux-mêmes, et les joueurs n'ont pas besoin d'être familiers avec le manga pour comprendre l'histoire du jeu,. Le jeu propose Forest Land, un nouveau lieu créé par Toriyama pour l'adaptation original net animation de 2024 de Sand Land.
En décembre 2022, Bandai Namco annonce avoir démarré le « projet Sand Land » qui fait de Sand Land une propriété intellectuelle multimédia. En parallèle, une adaptation en film d'animation est annoncée. Le projet de jeu vidéo est officiellement révélé en juin 2023. Le jeu est sorti sur Microsoft Windows, PlayStation 4, PlayStation 5 et Xbox Series le 25 avril 2024 au Japon et le lendemain dans le monde entier,.

### Traduction
- (en) Cet article est partiellement ou en totalité issu de l’article de Wikipédia en anglais intitulé « Sand Land (video game) » (voir la liste des auteurs).